# NGC 4928
NGC 4928 is een spiraalvormig sterrenstelsel in het sterrenbeeld Maagd. Het hemelobject werd op 25 april 1784 ontdekt door de Duits-Britse astronoom William Herschel.

## Synoniemen
- MCG -1-33-75
- IRAS 13004-0749
- PGC 45052